# Безкоаліційна гра
Гра безкоаліційна — гра, учасники якої, діючи ізольовано один від одного переслідують індивідуальні цілі.
Формально безкоаліційна гра може бути задана системою:
{\displaystyle \Gamma =\langle I,\{s_{i}\}_{i\in I},\{H_{i}\}_{i\in I}\rangle },
де I — {1, 2, ..., n} — множина гравців, si — множина стратегій гравця i, а Hi — його функція виграшів, визначена на декартовому добутку S = s1 × ... × sn і яка приймає дійсні значення.

## Приклад безкоаліційної гри
Як приклад можна навести гру Морра з трьома гравцями. Кожний із трьох гравців показує двом іншим один або два пальці. Якщо всі гравці показали однакову кількість пальців, то виграш кожного із гравців дорівнює 0. Якщо ж один із гравців показав кількість пальців, відмінну від показаних його партнерами, то він отримує 1, а два інших по -1/2.
Однією зі стратегій, які призводять до ситуацій рівноваги, є така змішана стратегія: кожний із гравців, з ймовірністю {\displaystyle {\frac {1}{1+{\sqrt {2}}}}} показує один палець і з ймовірністю {\displaystyle {\frac {\sqrt {2}}{1+{\sqrt {2}}}}} — два.

## Розв'язки гри
Важливим принципом оптимальної поведінки гравців є принцип здійсненності мети, який приводить до ситуацій рівноваги. Ці ситуації, а також деякі їхні множини прийнято вважати розв'язками безкоаліційних ігор.
Ситуації рівноваги s і t називаються взаємозамінними, якщо будь-яка ситуація r = (r1, ..., rn), де ri = si або ri = ti також рівноважна.
Вони називаються еквівалентними, якщо Hi(s) = Hi(t) для всіх i ∈ N.
Нехай Q — множина всіх ситуацій рівноваги, а Q&' — множина ситуацій рівноваги, оптимальних по Парето. Гра називається розв'язуваною по Нешу, якщо всі s ∈ Q еквівалентні і взаємозамінні.
Гра називається сильно розв'язуваною, якщо Q&' непорожнє і всі s ∈ Q&' еквівалентні та взаємозамінні.
Доведено, що безкоаліційна гра необов'язково має розв'язок по Нешу, але якщо вона його має, то цей розв'язок єдиний.
Існують інші підходи до визначення оптимальної поведінки в безкоаліційних іграх.

## Безкоаліційні ігри
До безкоаліційних ігор належать
- Антагоністичні ігри (в тому числі, ігри на виживання),
- Ігри на одиничному квадраті,
- Динамічні ігри,
- Матричні ігри,
- Стохастичні ігри,

та деякі інші.